# Avilya
Avilya är en ort i Azerbajdzjan.   Den ligger i distriktet Lerik Rayonu, i den södra delen av landet, 220 kilometer sydväst om huvudstaden Baku. Avilya ligger 827 meter över havet och antalet invånare är 593.
Terrängen runt Avilya är kuperad åt nordost, men åt sydväst är den bergig. Närmaste större samhälle är Lerik, 5,4 kilometer sydost om Avilya. 
Trakten runt Avilya består i huvudsak av gräsmarker. Runt Avilya är det ganska tätbefolkat, med 60 invånare per kvadratkilometer.